# Mesothen rogenhoferi
Mesothen rogenhoferi är en fjärilsart som beskrevs av William Schaus 1892. Mesothen rogenhoferi ingår i släktet Mesothen och familjen björnspinnare. Inga underarter finns listade i Catalogue of Life.